# Pilar Jaraiz Franco
Pilar Jaraiz Franco (Ferrol, 31 de mayo de 1916-Barcelona, 8 de junio de 1996) fue una de las primeras abogadas que ejercieron en Aragón, escritora y militante del Partido Socialista Obrero Español. Sobrina de Francisco Franco, fue conocida en la Transición española como la sobrina roja del general, por sus ideas izquierdistas.

## Biografía
Nació en Ferrol (La Coruña) en 1916. Fue la tercera hija, de diez hermanos, del matrimonio formado por Pilar Franco Bahamonde, hermana del general Franco, y de Alfonso Jaraiz Pérez-Fariña, ingeniero cacereño de inclinación tradicionalista carlista. Realizó sus primeros estudios entre Ferrol y Orense, sucesivos lugares de residencia de sus padres. Cuando en 1931 la familia se trasladó a Madrid, concluyó allí los estudios de Derecho que había iniciado en Santiago de Compostela.
En 1935, con 19 años, contrajo matrimonio con el oficial de Estado Mayor Antonio Lago García, de familia de ideas liberales. Francisco Franco ejerció de padrino en la ceremonia. 
Los primeros días de la Guerra civil, detuvieron a su marido. Al poco tiempo, y cuando los primeros bombardeos caían sobre la capital, ella dio a luz a su hijo Antonio en la Maternidad de Madrid. A los tres meses, fue detenida por milicianos en su domicilio de Madrid por pertenecer a la familia de Franco. Permaneció encarcelada en distintas prisiones hasta 1938.

### La cárcel
Ingresó en prisión con su hijo Antonio recién nacido. Primero estuvo encarcelada unos días en la prisión de Toreno de la capital madrileña y luego retenida durante dos meses en las dependencias de la Dirección General de Seguridad. Una vez juzgada por actividades de espionaje fue condenada a un año de cárcel y se decidió su traslado a Valencia junto con otras reclusas. El encargado de negocios de la embajada Noruega, Felix Schlayer, fue quien se ocupó personalmente de acompañarlas en el viaje para garantizar su seguridad.
En Valencia ingresó en el campamento de Alacuás, una prisión que dispuso el Gobierno de la República para mujeres vinculadas a líderes de la derecha o del bando franquista. Se cree que se pretendía, por un lado, utilizar este campamento para mostrar a la prensa internacional el trato exquisito que se les proporcionaba a las presas del bando contrario y, por otro, tener un arma de canje por encarcelados republicanos.
Durante su estancia en la cárcel de Alacuás, junto con su hijo, coincidió con esposas, madres y hermanas de otros dirigentes y militares afectos a la sublevación militar.

Apenas tenía leche para alimentar a mi hijo y no sabía nada de los míos, si estaban vivos o muertos. Yo sólo tenía veinte años. Sí, fue terrible, pero al mismo tiempo empecé a ver otras cosas. El soldado que me trajo una cartita de mi marido, aun arriesgando su vida; la prostituta que se quitaba la comida de la boca para dármela a mí y que así yo pudiera alimentar a mi hijito... Las atenciones que todas las presas y las funcionarias tenían con Toñuco. Empecé a darme cuenta de que ni ellos eran tan malos ni nosotros éramos tan buenos.
EYRE, Pilar: «Entrevista a Pilar Jaraiz Franco», revista Interviú, 1995

Las compañeras de la prisión valenciana decían de ella que era muy agradable y sencilla y que no por ser sobrina de Franco se daba importancia.
Por último, fue trasladada a Cehegín (Murcia), a la denominada Casa de Reforma para mujeres habilitada en un antiguo convento franciscano tras la expulsión de los frailes. Permaneció allí hasta finales de 1938, cuando fue liberada en un canje de prisioneros. Estuvo un total de veinticinco meses en prisión.

### Trayectoria profesional
Aunque tradicionalmente el mundo del Derecho había sido una profesión masculina, desde finales del siglo XIX ya hubo mujeres que se interesaron por las leyes y lucharon por estudiar la carrera y ejercer después la profesión. Pilar ejerció como abogada en Zaragoza durante dos años. Fue la tercera abogada colegiada en Aragón. Trabajó como profesora ayudante de clases prácticas de la Facultad de Derecho de la Universidad de Zaragoza.
Ocupó la plaza desde finales de 1947 hasta comienzos de 1949, momento en el que se trasladó a Madrid por el cambio de destino militar de su marido. En Madrid pasó a la modalidad de no ejerciente, aunque se mantuvo inscrita en la capital aragonesa hasta finales de los años sesenta.
Hizo oposiciones y ganó una cátedra de Derecho Mercantil y Economía Política en Barcelona, donde se trasladó con su marido. Allí se dedicó a la docencia en la Escuela de Altos Estudios Empresariales. Por su parte, su marido ganó unas oposiciones de agente de Cambio y Bolsa el año 1951, también en Barcelona, abandonando el Ejército con el rango de teniente coronel. 

### Militancia socialista
Ya en sus primeros años en Barcelona, tuvo contactos frecuentes con los círculos clandestinos del socialismo de la ciudad.
Tras las primeras elecciones democráticas de 1977, año en el que falleció su marido, Pilar Jaraiz ingresó en el Partido Socialista Obrero Español. Se definía a misma como marxista no ortodoxa, aunque en vida de Franco mantuvo normalmente ocultas sus opiniones y los actos derivados de su ideología política para evitar enfrentamientos con su familia. A partir de 1981 se dedicó fundamentalmente a escribir. Cuando presentó su primero y más mediático libro Historia de una disidencia, en el que explicaba su evolución ideológica y la historia de su familia, estuvo acompañada por Manuel Vázquez Montalbán. En esos años se declaraba admiradora de Felipe González.
Falleció en Barcelona el 8 de junio de 1996 a los 80 años.

## Obra
- Historia de una disidencia (1981). Memorias.[19]
- La casa roja (1983) Novela.[20]
- La hermosa tierra (1984) Novela.[21]
- Un mundo feliz (1998, novela póstuma).[4]